# Italië op de Olympische Zomerspelen 1948
Italië nam deel aan de Olympische Zomerspelen 1948 in Londen, Engeland. Net als bij de vorige Spelen werden acht gouden medailles gewonnen.

## Medailleoverzicht
| Sport       | Olympiër(s) | Onderdeel                | Medaille |
| ----------- | --- | ------------------------ | -------- |
| Atletiek    | Adolfo Consolini | discuswerpen (m)         | Goud     |
| Boksen      | Ernesto Formenti | -58kg (m)                | Goud     |
| Roeien      | Franco Faggi Giovanni Invernizzi Giuseppe Moioli Elio Morille                                                                                | vier-zonder (m)          | Goud     |
| Schermen    | Luigi Cantone | degen (m)                | Goud     |
| Waterpolo   | Gildo Arena Emilio Bulgarelli Pasquale Buonocore Aldo Ghira Mario Majoni Geminio Ognio Gianfranco Pandolfini Tullio Pandolfini Cesare Rubini | mannen                   | Goud     |
| Wielersport | Mario Ghella | sprint (m)               | Goud     |
| Wielersport | Renato Perona Ferdinando Terruzzi | tandem (m)               | Goud     |
| Worstelen   | Pietro Lombardi | -52kg Grieks-Romeins (m) | Goud     |
| Atletiek    | Giuseppe Tosi | discuswerpen (m)         | Zilver   |
| Atletiek    | Amelia Piccinini | kogelstoten (v)          | Zilver   |
| Atletiek    | Edera Gentile | discuswerpen (v)         | Zilver   |
| Boksen      | Spartaco Bandinelli | -51kg (m)                | Zilver   |
| Boksen      | Giovanni Zuddas | -54kg (m)                | Zilver   |
| Roeien      | Alberto Radi Giovanni Steffè Aldo Tarlao | twee-met (m)             | Zilver   |
| Schermen    | Carlo Agostoni Luigi Cantone Marco Antonio Mandruzzato Dario Mangiarotti Edoardo Mangiarotti Fiorenzo Marini                                 | degen team (m)           | Zilver   |
| Schermen    | Manlio Di Rosa Edoardo Mangiarotti Giuliano Nostini Renzo Nostini Giorgio Pellini Saverio Ragno                                              | floret team (m)          | Zilver   |
| Schermen    | Vincenzo Pinton | sabel (m)                | Zilver   |
| Schermen    | Gastone Darè Aldo Montano Renzo Nostini Vincenzo Pinton Mauro Racca Carlo Turcato                                                            | floret team (m)          | Zilver   |
| Wielersport | Arnaldo Benfenati Guido Bernardi Anselmo Citterio Rino Pucci                                                                                 | ploegenachtervolging (m) | Zilver   |
| Atletiek    | Carlo Monti Enrico Perucconi Antonio Siddi Michele Tito                                                                                      | 4x100m (m)               | Brons    |
| Boksen      | Alessandro D'Ottavio | -67kg (m)                | Brons    |
| Boksen      | Ivano Fontana | -73kg (m)                | Brons    |
| Roeien      | Romolo Catasta | skiff (m)                | Brons    |
| Roeien      | Felice Fanetti Bruno Boni | twee-zonder (m)          | Brons    |
| Schermen    | Edoardo Mangiarotti | degen (m)                | Brons    |
| Worstelen   | Ercole Gallegati | -79kg Grieks-Romeins (m) | Brons    |
| Worstelen   | Guido Fantoni | +87kg Grieks-Romeins (m) | Brons    |

## Deelnemers en resultaten

### Atletiek
| Olympiër                                                              | Discipline            | Resultaat    | Prestatie                                                             |
| --------------------------------------------------------------------- | --------------------- | ------------ | --------------------------------------------------------------------- |
| Ottavio Missoni                                                       | 400m horden (m)       | 6e           | serie 4: 1ste in 53,9 halve finale 2: 3de in 53,4 finale: 6de in 54,0 |
| Carlo Monti Enrico Perucconi Antonio Siddi Michele Tito               | 4x100m (m)            | Brons        | serie 1: 2de in 41,3 finale: 3de in 41,5                              |
| Ottavio Missoni Luigi Paterlini Gianni Rocca Antonio Siddi            | 4x400m (m)            | DNF          | serie 1: 2de in 3.14,0 finale: niet gefinisht                         |
| Salvatore Constantino                                                 | marathon (m)          | DNF          | niet gefinisht                                                        |
| Gianni Corsaro                                                        | 10km snelwandelen (m) | 8e           | serie 2: 4de in 46.25,8 finale: 8ste                                  |
| Pino Dordoni                                                          | 10km snelwandelen (m) | 9e           | serie 1: 4de in 46.25,8 finale: 9de                                   |
| Valentino Bertolini                                                   | 50km snelwandelen (m) | DNF          | niet gefinisht                                                        |
| Salvatore Cascino                                                     | 50km snelwandelen (m) | 14e          | 5:20.03                                                               |
| Francesco Pretti                                                      | 50km snelwandelen (m) | DNF          | niet gefinisht                                                        |
| Adolfo Consolini                                                      | discuswerpen (m)      | Goud         | kwalificatie: 1ste met 51,08m (OR) finale: 1ste met 52,78m (OR)       |
| Giorgio Oberweger                                                     | discuswerpen (m)      | 15e          | kwalificatie: 15de met 43,13m                                         |
| Giuseppe Tosi                                                         | discuswerpen (m)      | Zilver       | kwalificatie: 2de met 50,56m finale: 2de met 51,78m                   |
| Teseo Taddia                                                          | kogelslingeren (m)    | 7e           | kwalificatie: 6de met 51,06m finale: 7de met 51,74m                   |
|                                                                       |                       |              |                                                                       |
| Liliana Tagliaferri                                                   | 100m (v)              | halve finale | serie 8: 1ste in 12,8 halve finale 1: 5de                             |
| Mirella Avalle Anna Maria Cantù Marcella Jeandeau Liliana Tagliaferri | 4x100m (v)            | DNF          | serie 2: niet gefinisht                                               |
| Silvana Pierucci                                                      | verspringen (v)       | 14e          | kwalificatie: 14de met 5,235m                                         |
| Amelia Piccinini                                                      | kogelstoten (v)       | Zilver       | kwalificatie: 4de finale: 2de met 13,095m                             |
| Gabre Gabric                                                          | discuswerpen (v)      | 17e          | 34,17m                                                                |
| Edera Gentile                                                         | discuswerpen (v)      | Zilver       | 41,17m                                                                |

### Basketbal
| Olympiër | Discipline | Resultaat | Prestatie |
| --- | ---------- | --------- | --- |
| Gianfranco Bersani Carlo Cerioni Federico Marietti Giancarlo Marinelli Giancarlo Primo Renzo Ranuzzi Luigi Rapini Romeo Romanutti Sergio Stefanini Vittorio Tracuzzi | mannen     | 17e       | groep A: 5de V van Canada: 37-55 V van Hongarije: 19-32 V van Uruguay: 34-46 W van Groot-Brittannië: 49-28 V van Brazilië: 31-47 17-23ste plek: W van Irak: 77-28 17-20ste plek: W van Egypte: 35-33 17-18de plek: W van Republiek China: 54-38 |

| Groep A |                  |             |             |             |            |            |            |        |
| №       | Land             | Wedstrijden | Wedstrijden | Wedstrijden | Doelpunten | Doelpunten | Doelpunten | Punten |
| №       | Land             | G           | W           | V           | V          | T          | Saldo      | Punten |
| 1       | Brazilië         | 5           | 5           | 0           | 261        | 150        | +111       | 10     |
| 2       | Uruguay          | 5           | 3           | 2           | 246        | 170        | +76        | 8      |
| 3       | Hongarije        | 5           | 3           | 2           | 201        | 172        | +29        | 8      |
| 4       | Canada           | 5           | 3           | 2           | 222        | 205        | +17        | 8      |
| 5       | Italië           | 5           | 1           | 4           | 170        | 208        | -38        | 6      |
| 6       | Groot-Brittannië | 5           | 0           | 5           | 103        | 298        | –195       | 5      |

| Ronde         | Plaats          | Land  | Score            | Land |
| ------------- | --------------- | ----- | ---------------- | ---- |
| Groepsfase    |                 |       |                  |      |
| Londen        | Canada          | 55-37 | Italië           |      |
| Londen        | Hongarije       | 32-19 | Italië           |      |
| Londen        | Uruguay         | 46-34 | Italië           |      |
| Londen        | Italië          | 49-28 | Groot-Brittannië |      |
| Londen        | Brazilië        | 47-31 | Italië           |      |
| 17-23ste plek |                 |       |                  |      |
| Londen        | Italië          | 77-28 | Irak             |      |
| 17-20ste plek |                 |       |                  |      |
| Londen        | Italië          | 35-33 | Egypte           |      |
| 17-18de plek  |                 |       |                  |      |
| Londen        | Republiek China | 38-54 | Italië           |      |

### Boksen
| Olympiër             | Discipline | Resultaat | Prestatie |
| -------------------- | ---------- | --------- | --- |
| Spartaco Bandinelli  | -51kg (m)  | Zilver    | 1ste ronde: W van FIN Lehtinen: punten 2de ronde: W van CEY Handunge: punten kwartfinale: W van ESP Martínez: punten halve finale: W van KOR Han: punten finale: V van ARG Pérez: punten                       |
| Giovanni Zuddas      | -54kg (m)  | Zilver    | 1ste ronde: W van PHI Zarcal: punten 2de ronde: W van FRA Grenot: punten kwartfinale: W van IRL Lenihan: scheidsrechterlijke beslissing halve finale: W van ESP Vicente: punten finale: V van HUN Csik: punten |
| Ernesto Formenti     | -58kg (m)  | Goud      | 1ste ronde: W van HUN Farkas: punten 2de ronde: W van IRL Martin: punten kwartfinale: W van CAN Savoie: punten halve finale: W van POL Antkiewicz: punten finale: W van RSA Shepherd: punten                   |
| Ernesto Formenti     | -62kg (m)  | 17e       | 1ste ronde: V van FRA Caulet: punten |
| Alessandro D'Ottavio | -67kg (m)  | Brons     | 1ste ronde: W van IRI Issabeg: punten 2de ronde: W van FRA Hernandez: punten kwartfinale: W van POL Chychła: punten halve finale: V van TCH Torma: punten bronzen finale: W van RSA Preez: punten              |
| Ivano Fontana        | -73kg (m)  | Brons     | 1ste ronde: vrij 2de ronde: W van IND Nuttall: punten kwartfinale: W van URU Martínez: punten halve finale: V van HUN Papp: punten bronzen finale: W van IRL McKeon: walk-over                                 |
| Giacomo Di Segni     | -80kg (m)  | 5e        | 1ste ronde: vrij 2de ronde: W van IRI Shora: punten kwartfinale: V van GBR Scott: punten |
| Uber Baccilieri      | +80kg (m)  | 5e        | 1ste ronde: vrij 2de ronde: W van IRL Ó Colmáin: punten kwartfinale: V van ARG Iglesias: punten |

### Gewichtheffen
| Olympiër            | Discipline  | Resultaat | Prestatie                                                                           |
| ------------------- | ----------- | --------- | ----------------------------------------------------------------------------------- |
| Giuseppe Colantuono | -67,5kg (m) | 12e       | duwen: 10de met 92,5kg trekken: 12de met 95kg stoten: 10de met 125kg totaal:312,5kg |

### Moderne vijfkamp
| Olympiër          | Discipline      | Resultaat | Prestatie  |
| ----------------- | --------------- | --------- | ---------- |
| Duilio Brignetti  | individueel (m) | 25e       | 118 punten |
| Giulio Palmonella | individueel (m) | 15e       | 98 punten  |
| Roberto Curcio    | individueel (m) | 19e       | 105 punten |

### Paardensport
| Olympiër                                                         | Discipline  | Resultaat | Prestatie       |
| Eventing                                                         | Eventing    | Eventing  | Eventing        |
| ---------------------------------------------------------------- | ----------- | --------- | --------------- |
| Raimondo D'Inzeo                                                 | individueel | 30e       | 223 strafpunten |
| Fabio Mangilli                                                   | individueel | 8e        | 55 strafpunten  |
| Eugenio Montessoro                                               | individueel | DNF       | niet gefinisht  |
| Raimondo D'Inzeo Fabio Mangilli Eugenio Montessoro               | individueel | DNF       | niet gefinisht  |
| Springconcours                                                   |             |           |                 |
| Alessandro, Count Bettoni Cazzago                                | individueel | DNF       | niet gefinisht  |
| Gerardo Conforti                                                 | individueel | DNF       | niet gefinisht  |
| Piero D'Inzeo                                                    | individueel | DNF       | niet gefinisht  |
| Alessandro, Count Bettoni Cazzago Gerardo Conforti Piero D'Inzeo | individueel | DNF       | niet gefinisht  |

### Roeien
| Olympiër | Discipline      | Resultaat | Prestatie                                                                                                |
| --- | --------------- | --------- | --- |
| Romolo Catasta | skiff (m)       | Brons     | serie 5: 1ste halve finale 1: 1ste in 8.05,4 finale: 3de in 7.51,4                                       |
| Mario Ustolin Francesco Dapiran | dubbel-twee (m) | 4e        | serie 1: 3de in 6.59,2 herkansingen: 1ste in 6.53,9 halve finale 2: 2de in 7.58,2                        |
| Felice Fanetti Bruno Boni | twee-zonder (m) | Brons     | serie 2: 2de in 7.22,2 herkansingen: 1ste in 7.24,6 halve finale 2: 1ste in 7.52,8 finale: 3de in 7.31,5 |
| Alberto Radi Giovanni Steffè Aldo Tarlao | twee-met (m)    | Zilver    | serie 2: 1ste in 7.47,6 halve finale 3: 1ste in 8.04,2 finale: 2de in 8.12,2                             |
| Franco Faggi Giovanni Invernizzi Giuseppe Moioli Elio Morille                                                                                     | vier-zonder (m) | Goud      | |
| Domenico Cambieri Riccardo Cerutti Francesco Gotti Renato Macario Reginaldo Polloni                                                               | vier-met (m)    | 5e        | serie 3: 1ste in 6.49,1 kwartfinale 1: 1ste in 7.30,5 halve finale 3: 2de in 7.32,8                      |
| Angelo Fioretti Mario Acchini Fortunato Maninetti Bonifacio De Bortoli Enrico Ruberti Pietro Sessa Ezio Acchini Luigi Gandini Alessandro Bardelli | acht (m)        | 6e        | serie 2: 1ste in 6.03,8 halve finale 1: 2de in 6.52,1                                                    |

### Schermen
| Olympiër | Discipline      | Resultaat | Prestatie |
| --- | --------------- | --------- | --- |
| Carlo Agostoni                                                                                               | degen (m)       | 7e        | 1ste ronde: vrij kwartfinale 2: 1ste met 5 overwinningen halve finale 1: 5de met 3 overwinningen finale: 7de met 4 overwinningen                             |
| Luigi Cantone                                                                                                | degen (m)       | Goud      | 1ste ronde: vrij kwartfinale 1: 2de met 4 overwinningen halve finale 1: 3de met 4 overwinningen finale: 1ste met 7 overwinningen                             |
| Edoardo Mangiarotti                                                                                          | degen (m)       | Brons     | 1ste ronde: vrij kwartfinale 3: 2de met 4 overwinningen halve finale 2: 3de met 4 overwinningen finale: 3de met 5 overwinningen                              |
| Carlo Agostoni Luigi Cantone Marco Antonio Mandruzzato Dario Mangiarotti Edoardo Mangiarotti Fiorenzo Marini | degen team (m)  | Zilver    | 1ste ronde groep 5: 1ste met 2 overwinningen kwartfinale 1: 1ste met 2 overwinningen halve finale 2: 2de met 2 overwinningen finale: 2de met 2 overwinningen |
| Manlio Di Rosa                                                                                               | floret (m)      | 6e        | 1ste ronde groep 1: 1ste met 6 overwinningen kwartfinale 2: 1ste met 6 overwinningen halve finale 2: 4de met 4 overwinningen finale: 6de met 3 overwinningen |
| Giuliano Nostini                                                                                             | floret (m)      | 10e       | 1ste ronde groep 2: 1ste met 7 overwinningen kwartfinale 1: 1ste met 6 overwinningen halve finale 2: 6de met 2 overwinningen                                 |
| Renzo Nostini                                                                                                | floret (m)      | 10e       | 1ste ronde groep 3: 3de met 4 overwinningen kwartfinale 4: 1ste met 5 overwinningen halve finale 1: 5de met 2 overwinningen                                  |
| Manlio Di Rosa Edoardo Mangiarotti Giuliano Nostini Renzo Nostini Giorgio Pellini Saverio Ragno              | floret team (m) | Zilver    | 1ste ronde groep 2: 1ste met 1 overwinning kwartfinale 2: 2de met 1 overwinning halve finale 1: 1ste met 2 overwinningen finale: 2de met 2 overwinningen     |
| Gastone Darè                                                                                                 | sabel (m)       | 6e        | 1ste ronde: vrij kwartfinale 2: 1ste met 5 overwinningen halve finale 2: 2de met 5 overwinningen finale: 6de met 2 overwinningen                             |
| Vincenzo Pinton                                                                                              | sabel (m)       | Zilver    | 1ste ronde: vrij kwartfinale 3: 2de met 5 overwinningen halve finale 1: 3de met 5 overwinningen finale: 2de met 5 overwinningen                              |
| Carlo Turcato                                                                                                | sabel (m)       | 11e       | 1ste ronde: vrij kwartfinale 4: 4de met 4 overwinningen halve finale 1: 6de met 2 overwinningen                                                              |
| Gastone Darè Aldo Montano Renzo Nostini Vincenzo Pinton Mauro Racca Carlo Turcato                            | sabel team (m)  | Zilver    | 1ste ronde groep 4: 2de met 1 overwinning kwartfinale 2: 2de met 1 overwinning halve finale 2: 1ste met 2 overwinningen finale: 2de met 2 overwinningen      |
| |                 |           | |
| Irene Camber-Corno                                                                                           | floret (v)      | 9e        | 1ste ronde groep 2: 3de met 3 overwinningen kwartfinale 3: 3de met 3 overwinningen halve finale 1: 5de met 2 overwinningen                                   |
| Velleda Cesari                                                                                               | floret (v)      | 7e        | 1ste ronde groep 4: 4de met 3 overwinningen kwartfinale 4: 3de met 3 overwinningen halve finale 2: 2de met 3 overwinningen finale: 7de met 1 overwinning     |
| Elena Libera                                                                                                 | floret (v)      | 21e       | 1ste ronde groep 5: 3de met 3 overwinningen kwartfinale 2: 5de met 0 overwinningen                                                                           |

### Schietsport
| Olympiër               | Discipline              | Resultaat | Prestatie                       |
| ---------------------- | ----------------------- | --------- | ------------------------------- |
| Luigi Adami            | 50m geweer liggend (m)  | 59e       | 573 punten: (94-96-94-94-98-97) |
| Rinaldo Capuzzi        | 50m geweer liggend (m)  | 54e       | 579 punten: (96-97-95-96-97-98) |
| Stefano Margotti       | 50m pistool (m)         | 36e       | 503 punten: (83-85-89-70-87-89) |
| Ferdinando Bernini     | 25m snelvuurpistool (m) | 49e       | 528 punten: (281-247)           |
| Walter Boninsegni      | 25m snelvuurpistool (m) | 15e       | 549 punten: (274-275)           |
| Michelangelo Borriello | 25m snelvuurpistool (m) | 9e        | 557 punten: (275-282)           |

### Turnen
| Olympiër | Discipline               | Resultaat | Prestatie      |
| --- | ------------------------ | --------- | -------------- |
| Egidio Armelloni | individuele meerkamp (m) | 72e       | 195,05 punten  |
| Guido Figone | individuele meerkamp (m) | 9e        | 225,30 punten  |
| Danilo Fioravanti | individuele meerkamp (m) | 51e       | 210,70 punten  |
| Domenico Grosso | individuele meerkamp (m) | 40e       | 214,10 punten  |
| Savino Guglielmetti | individuele meerkamp (m) | 32e       | 217,20 punten  |
| Ettore Perego | individuele meerkamp (m) | 57e       | 206,30 punten  |
| Quinto Vadi | individuele meerkamp (m) | 42e       | 214,00 punten  |
| Luigi Zanetti | individuele meerkamp (m) | 26e       | 219,00 punten  |
| Egidio Armelloni Guido Figone Danilo Fioravanti Domenico Grosso Savino Guglielmetti Ettore Perego Quinto Vadi Luigi Zanetti | meerkamp team (m)        | 5e        | 1300,30 punten |
| |                          |           |                |
| Laura Micheli Elena Santoni Licia Macchini Wanda Nuti Lilia Torriani Renata Bianchi Norma Icardi Luciana Pezzoni            | meerkamp team (v)        | 8e        | 394,20 punten  |

### Voetbal
| Olympiër | Discipline | Resultaat | Prestatie                                                                  |
| --- | ---------- | --------- | -------------------------------------------------------------------------- |
| Giuseppe Casari Guglielmo Giovannini Adone Stellin Tommaso Maestrelli Maino Neri Giacomo Mari Emilio Cavigioli Angelo Turconi Frankrijksco Pernigo Valerio Cassani Emilio Caprile Glauco Vanz Franco Antonazzi Romolo Bizzoto Rezo Burini Egisto Pandolfini Cesare Presca Enzo Menegotto | mannen     | 5e        | 1ste ronde: W van Verenigde Staten: 9-0 kwartfinale: V van Denemarken: 3-5 |

### Waterpolo
| Olympiër | Discipline | Resultaat | Prestatie |
| --- | ---------- | --------- | --- |
| Ermenegildo Arena Pasquale Buonocore Emilio Bulgarelli Aldo Ghira Mario Maioni Germinio Ognio Gianfranco Pandolfini Tullio Pandolfini Cesare Rubini | mannen     | Goud      | groep D: 1ste G van Joegoslavië: 4-4 W van Australië: 9-0 2de ronde groep I: 1ste W van Hongarije: 4-3 halve finale groep L: 1ste W van Frankrijk: 5-2 W van Egypte: 5-1 finale groep: 1ste W van Nederland: 4-2 W van België: 4-2 |

### Wielersport
| Olympiër                                                     | Discipline               | Resultaat | Prestatie |
| Baan                                                         | Baan                     | Baan      | Baan |
| ------------------------------------------------------------ | ------------------------ | --------- | --- |
| Mario Ghella                                                 | sprint (m)               | Goud      | serie 11: W van CAN Lacourse: 2-0 2de ronde serie 1: W van VEN Leon: 2-0 kwartfinale 1: W van BEL Van de Velde: 2-0 halve finale 1: W van DEN Schandorff: 2-0 finale: W van GBR Harris: 2-0 |
| Gino Guerra                                                  | tijdrit (m)              | 9e        | 1.17,1 |
| Renato Perona Ferdinando Terruzzi                            | tandem (m)               | Goud      | serie 3: W van ARG Giachhé/Passi: 4.58,9 kwartfinale 4: W van BEL Van Schill/De Pauw: 4.35,6 halve finale 1: W van SUI Roth/Aeberli: 4.36,9 finale: W van GBR Harris/Bannister: 2-1         |
| Arnaldo Benfenati Guido Bernardi Anselmo Citterio Rino Pucci | ploegenachtervolging (m) | Zilver    | serie 4: W van India: 5.10,2 kwartfinale 3: W van België: 4.59,0 halve finale 2: W van Uruguay: 5.00,5 finale: V van Frankrijk: 5.36,7                                                      |
| Weg                                                          |                          |           | |
| Franco Fanti                                                 | wegwedstrijd (m)         | 19e       | 5:29.35,2 |
| Adolfo Ferrari                                               | wegwedstrijd (m)         | 9e        | 5:21.45,0 |
| Livio Isotti                                                 | wegwedstrijd (m)         | 20e       | 5:31.08,6 |
| Silvio Pedroni                                               | wegwedstrijd (m)         | 10e       | 5:21.45,0 |
| Franco Fanti Adolfo Ferrari Livio Isotti Silvio Pedroni      | wegwedstrijd team (m)    | 4e        | 16:13.05,2 |

### Worstelen
| Olympiër          | Discipline  | Resultaat   | Prestatie |
| Vrije stijl       | Vrije stijl | Vrije stijl | Vrije stijl |
| ----------------- | ----------- | ----------- | --- |
| Marco Gavelli     | -62kg (m)   | 11e         | 1ste ronde: W van KOR Kim: 2-1 2de ronde: V van FIN Hietala 3de ronde: V van GBR Parsons |
| Garibaldo Nizzola | -67kg (m)   | 4e          | 1ste ronde: W van FIN Leppänen: 2-1 2de ronde: W van CUB Sánchez: 3-0 3de ronde: W van BEL Cools: 3-0 4de ronde: W van KOR Kim: 3-0 5de ronde: V van TUR Atik 6de ronde: V van SUI Baumann: 0-3 |
| Oscar Verona      | -87kg (m)   | 7e          | 1ste ronde: V van SWE Fhalkvist: 0-3 2de ronde: W van EGY El-Zaim 3de ronde: V van CAN Payette: 0-3                                                                                             |
| Grieks-Romeins    |             |             | |
| Pietro Lombardi   | -52kg (m)   | Goud        | 1ste ronde: W van DEN Thomsen: 3-0 2de ronde: W van EGY Abdel-El 3de ronde: vrij 4de ronde: W van FIN Kangasmäki: 3-0 5de ronde: W van SWE Möller: 3-0 6de ronde: W van TUR Olcay               |
| Francesco Suppo   | -57kg (m)   | 12e         | 1ste ronde: V van SWE Pettersén 2de ronde: V van EGY Hassan |
| Luigi Campanella  | -62kg (m)   | 5e          | 1ste ronde: W van GRE Gryllos 2de ronde: W van NOR Solsvik: 2-1 3de ronde: W van HUN Tóth: 2-1 4de ronde: W van LIB Taha: 3-0 5de ronde: V van SWE Anderberg                                    |
| Giacomo Gesino    | -67kg (m)   | 9e          | 1ste ronde: W van BEL Rombaut: 3-0 2de ronde: V van NOR Eriksen: 1-2 3de ronde: V van HUN Ferencz: 1-2                                                                                          |
| Luigi Rigamonti   | -73kg (m)   | 8e          | 1ste ronde: V van NOR Cook: 0-3 2de ronde: W van EGY Munir 3de ronde: V van SWE Andersson: 0-3                                                                                                  |
| Ercole Gallegati  | -79kg (m)   | Brons       | 1ste ronde: W van ARG Bolzi 2de ronde: W van AUT Vogel: 3-0 3de ronde: V van HUN Németi 4de ronde: vrij 5de ronde: W van NOR Larsen: 3-0                                                        |
| Umberto Silvestri | -87kg (m)   | 10e         | 1ste ronde: W van GRE Kambaflis: 3-0 2de ronde: V van FIN Gröndahl: opgave |
| Guido Fantoni     | +87kg (m)   | Brons       | 1ste ronde: vrij 2de ronde: W van FIN Kangasniemi: 2-1 3de ronde: W van HUN Tarányi 4de ronde: W van SWE Nilsson 5de ronde: V van TUR Kireççi: 0-3                                              |

### Zeilen
| Olympiër                                                                                                | Discipline        | Resultaat | Prestatie                          |
| --- | ----------------- | --------- | ---------------------------------- |
| Livio Spanghero                                                                                         | Eenmans Firefly   | 14e       | 2410 punten: (17-15-4-10-11-17-12) |
| Agostino Straulino Nicolò Rode                                                                          | star klasse       | 5e        | 4370 punten: (1-3-3-DSQ-1-DSQ-DNF) |
| Dario Salata Achille Roncoroni                                                                          | stormvogel klasse | 6e        | 2893 punten: (12-6-10-2-9-4-9)     |
| Pino Canessa Bruno Bianchi Luigi De Manincor                                                            | drakenklasse      | 5e        | 3366 punten: (9-8-4-3-6-1-DNF)     |
| Giovanni Reggio Renato Costentino Beppe Croce Luigi Poggi Enrico Poggi Federico de Luca Giorgio Audizio | 6m R-klasse       | 8e        | 2099 punten: (6-DNS-5-6-7-5-9)     |

Afghanistan · Argentinië · Australië · België · Bermuda · Birma · Brazilië · Brits-Guiana · Canada · Ceylon · Chili · Colombia · Cuba · Denemarken · Egypte · Filipijnen · Finland · Frankrijk · Griekenland · Groot-Brittannië · Hongarije · Ierland · IJsland · India · Irak · Iran · Italië · Jamaica · Joegoslavië · Libanon · Liechtenstein · Luxemburg · Malta · Mexico · Monaco · Nederland · Nieuw-Zeeland · Noorwegen · Oostenrijk · Pakistan · Panama · Peru · Polen · Portugal · Puerto Rico · Republiek China · Singapore · Spanje · Syrië · Trinidad en Tobago · Tsjecho-Slowakije · Turkije · Uruguay · Venezuela · Verenigde Staten · Zuid-Afrika · Zuid-Korea · Zweden · Zwitserland